# Marcus Antonius
Marcus Antonius (14 januari 83 v.Chr. - 1 augustus 30 v.Chr.) was een Romeins politicus en generaal. Als militaire commandant en bestuurder was hij een belangrijke aanhanger en trouwe vriend van Julius Caesar.

## Biografie

### Afkomst en jeugd
Marcus Antonius was de zoon van de praetor Marcus Antonius Creticus en Julia Antonia. Van moederszijde was hij een verre neef van Julius Caesar. Na het overlijden van Marcus Antonius' vader in 71 v.Chr. hertrouwde zijn moeder met Publius Cornelius Lentulus Sura, die in 63 v.Chr. op bevel van toenmalig consul Marcus Tullius Cicero geëxecuteerd zou worden voor medeplichtigheid in de samenzwering van Catilina.
Tijdens zijn tienerjaren leidde Marcus Antonius een vrij losbandig leven en was hij onder meer betrokken in de straatbendes van Publius Clodius Pulcher. Tegen zijn twintigste had hij reeds een enorme berg schulden opgebouwd, die hij trachtte te ontlopen door in 58 v.Chr. naar Griekenland te trekken om er retorica en filosofie te gaan studeren.

### Vroege carrière
Marcus Antonius begon zijn militaire carrière in 57 v.Chr. in de militaire staf van Aulus Gabinius, op dat moment proconsul van de provincie Syria. In deze rol was hij mede verantwoordelijk voor het behalen van militaire overwinningen te Alexandrium en Machaerus tegen rebellen die zich verzetten tegen het gezag van de Romeinse vazalkoning Hyrkanus II in Judea. In 55 v.Chr. speelde hij een rol in de interventie van Gabienus in Egypte ter restauratie van farao Ptolemaeus XII, die in 58 v.Chr. van de troon was gestoten door zijn dochter Berenice IV. Tijdens deze interventie zou Marcus Antonius ook Ptolemaeus' jongere dochter Cleopatra VII voor het eerst ontmoet hebben.
Tijdens de jaren van zijn militaire loopbaan trouwde hij met Antonia Hybrida Minor, dochter van zijn oom Gaius Antonius Hybrida. Het paar kreeg één dochter Antonia.

### Dienst onder Caesar
Door zijn banden met Publius Clodius Pulcher wist Marcus Antonius in 54 v.Chr. een plaats te verwerven in de legers van Julius Caesar tijdens de verovering van Gallië. In deze hoedanigheid ontwikkelde Antonius een persoonlijke vriendschap met Caesar die het hem mogelijk maakte om na een jaar zijn militaire dienst te staken voor het starten van een politieke carrière, beginnende met het ambt van quaestor in 52 v.Chr. Datzelfde jaar keerde Antonius echter tijdelijk terug naar Gallië om Caesars cavalerie te leiden tijdens het Beleg van Alesia. Hieropvolgend kreeg Antonius de rang van legatus toebedeeld en kreeg hij de leiding over twee legioenen. In 50 v.Chr. keerde Antonius op last van Caesar terug naar Rome, waar hij de leiding kreeg over het college der augures. In 49 v.Chr. werd hij verkozen tot volkstribuun, een positie waarin hij in staat was vetorecht uit te oefenen op de acties van de politieke vijanden van Caesar.
Als volkstribuun deed Antonius aanvankelijk pogingen om het oplopende conflict tussen Caesar en Pompeius de Grote te stillen en tegelijk Caesar vrij te stellen van vervolging wanneer hij naar Rome terug zou keren, maar zijn voorstellen werden telkens verworpen door Cato de Jongere en consul Lucius Cornelius Lentulus. Nadat Antonius door Lentulus met geweld uit een senaatszitting verdreven was, keerde hij terug naar Caesar die zijn leger had opgesteld aan de oevers van de Rubicon. In de tussentijd werd Caesar middels een Senatus consultum ultimum tot staatsvijand verklaard, waarop Caesar reageerde door met één legioen de Rubicon over te steken en daarmee een staatsgreep te plegen. In Rome werd Caesar tot dictator benoemd en Antonius tot zijn magister equitum. 
In 47 v.Chr., terwijl Caesar in Egypte de Alexandrijnse Oorlog voerde aan de zijde van Cleopatra, bleef Marcus Antonius in Rome om daar de orde te handhaven. In deze rol kreeg hij echter een conflict met volkstribuun Publius Cornelius Dolabella toen hij een wetsvoorstel rond schuldenkwijtschelding probeerde te verhinderen omdat hij onder andere meende dat Dolabella zijn vrouw Antonia Hybrida had verleid. Antonius probeerde de bekrachtiging van het wetsvoorstel te verhinderen door soldaten los te laten op de massa, wat echter resulteerde in rellen waar meerdere doden bij vielen. Caesar was niet te spreken over Antonius' omgang met de situatie en probeerde de gemoederen te bedaren door Dolabella gratie te verlenen voor zijn rol in de rellen, terwijl Marcus Antonius voor de rest van de burgeroorlog uit al zijn officiële functies werd ontheven.
In de nasleep van de Dolabella-affaire scheidde Marcus Antonius van Antonia Hybrida en hertrouwde hij met Fulvia Flacca Bambula, die daarvoor getrouwd was geweest met Publius Clodius Pulcher en Gaius Scribonius Curio. Met Fulvia kreeg hij twee kinderen: Marcus Antonius Antyllus en Iullus Antonius.

### Moord op Caesar
Marcus Antonius wist zich uiteindelijk te verzoenen met Caesar en werd in 44 v.Chr. benoemd tot Caesars medeconsul voor dat jaar. Op dit punt was Caesar benoemd tot dictator perpetuus en was hij de facto alleenheerser over het rijk, wat bij sommigen de vrees deed oplaaien voor een herinvoering van de monarchie. Op 15 februari 44 v.Chr. vond tijdens het Lupercalia-festival een schijnvertoning plaats waarbij Marcus Antonius aan Caesar een kroon aanbood die vervolgens door Caesar werd afgewezen. Deels in reactie op dit voorval trad echter de samenzwering onder leiding van Marcus Junius Brutus en Cassius Longinus in werking met het plan om Caesar tijdens een senaatszitting op de Idus van maart te vermoorden. Een discussie onder de samenzweerders om Marcus Antonius als belangrijkste aanhanger van Caesar ook te vermoorden, werd door Brutus gevetood. Wel werd ervoor gezorgd dat Marcus Antonius tijdens de bewuste senaatszitting niet aanwezig was door hem te laten afleiden door Gaius Trebonius.
Na de moord op Caesar probeerde Marcus Antonius in eerste instantie onder te duiken, maar omdat al snel bleek dat de publieke opinie hem gunstig gezind was, wierp Antonius zich op als opvolger van Caesar en benoemde hij zijn voormalige rivaal Dolabella tot zijn nieuwe medeconsul. Hoewel Antonius aanvankelijk instigeerde op een compromis met de Caesarmoordenaars, wist hij tijdens Caesars staatsbegrafenis op 20 maart met een impactvolle toespraak de massa tegen de samenzweerders op te hitsen. Hierdoor braken massale rellen uit die de samenzweerders ertoe dwongen om Rome te ontvluchten. In de daaropvolgende weken voerde Antonius een aantal wetten door die bekendstonden als de Leges Antonia.
Desondanks had Caesar in zijn testament niet Marcus Antonius, maar zijn achterneef Octavianus tot primaire erfgenaam benoemd. In mei 44 v.Chr. arriveerde Octavianus in Rome om zijn erfenis te claimen. Marcus Antonius weigerde hem echter de toegang tot Caesars vermogen, waarna Octavianus grote sommen geld leende om alsnog steun te vergaren bij Caesars aanhangers ten koste van Antonius. Het republikeinse establishment in de persoon van Marcus Tullius Cicero trachtte handig gebruik te maken van het oplopende conflict tussen Antonius en Octavianus door die laatste te ondersteunen en Marcus Antonius in een reeks toespraken af te schilderen als een gevaar. 
Daar Antonius' termijn als consul afliep, probeerde hij een gunstig proconsulaat te verzekeren dat hem de mogelijkheid gaf om een leger op te bouwen. Hoewel de senaat hem de provincie Macedonië had toebedeeld, wenste Antonius de provincie Gallia Cisalpina over te nemen van Decimus Junius Brutus Albinus. Daar die laatste dat weigerde, kwam het tot een gewapend conflict. Op voorspraak van Cicero werd Octavianus er met het Republikeinse leger opuit gestuurd om Decimus te assisteren. Het conflict werd beslecht in de Slag bij Mutina met een nederlaag voor Marcus Antonius.

### Tweede triumviraat

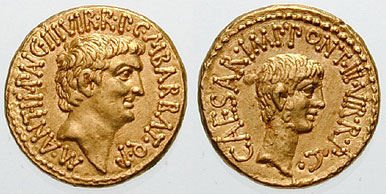
Aureus met Marcus Antonius (links) en Octavianus (rechts) uit 41 v.Chr.

Na de nederlaag vluchtte Marcus Antonius naar Gallia Transalpina dat op dat moment geregeerd werd onder het proconsulaat van magister equitum Marcus Aemilius Lepidus. Door zijn leger met dat van die laatste samen te voegen, wist Antonius controle te vergaren over 17 legioenen. Ondertussen had Octavianus in Rome met militaire middelen het consulschap afgedwongen en de samenzweerders van de moord op Caesar, die veelal nog steeds publieke functies bekleedden, tot staatsvijand verklaard. Hierop besloot Octavianus in november 43 v.Chr. van kant te wisselen en een bondgenootschap aan te gaan met Marcus Antonius en Lepidus: het tweede triumviraat. Ter bekrachtiging van dit driemanschap liet Antonius zijn stiefdochter Clodia huwen met Octavianus.
Het eerste wapenfeit van het triumviraat was het opstellen van proscriptielijsten om politieke tegenstanders te elimineren en door de acquisitie van hun eigendommen middelen te verzamelen voor de geplande oorlog tegen de Caesarmoordenaars. Het bekendste slachtoffer van deze proscriptie was wellicht Marcus Tullius Cicero, die op instigatie van Marcus Antonius op de lijst was geplaatst. In januari 42 v.Chr. werd de proscriptie beëindigd en in diezelfde maand werd Marcus Antonius benoemd tot priester van de cultus rond Julius Caesar, die op 1 januari officieel door de senaat was vergoddelijkt.
In de zomer van 42 v.Chr. trokken Antonius en Octavianus naar Macedonië, waar Marcus Junius Brutus en Cassius Longinus hun legers hadden verzameld. De legers van Marcus Antonius wisten in de tweedelige Slag bij Philippi de overwinning te behalen op Brutus en Cassius, die vervolgens allebei zelfmoord pleegden. Hiermee kwam het gehele Rijk (met uitzondering van Sicilië dat nog enige tijd geregeerd werd door Sextus Pompeius) formeel onder de controle van het triumviraat. De triumvirs besloten het rijk onder hen drie te verdelen, waarbij Marcus Antonius door zijn beslissende rol in de Slag bij Philippi het grootste deel tot zijn beschikking kreeg. Buiten Italië dat door de drie triumvirs gezamenlijk werd geregeerd, kreeg Antonius de controle over Gallië en het gehele oosten van het Rijk.

### Relatie met Cleopatra en huwelijk met Octavia

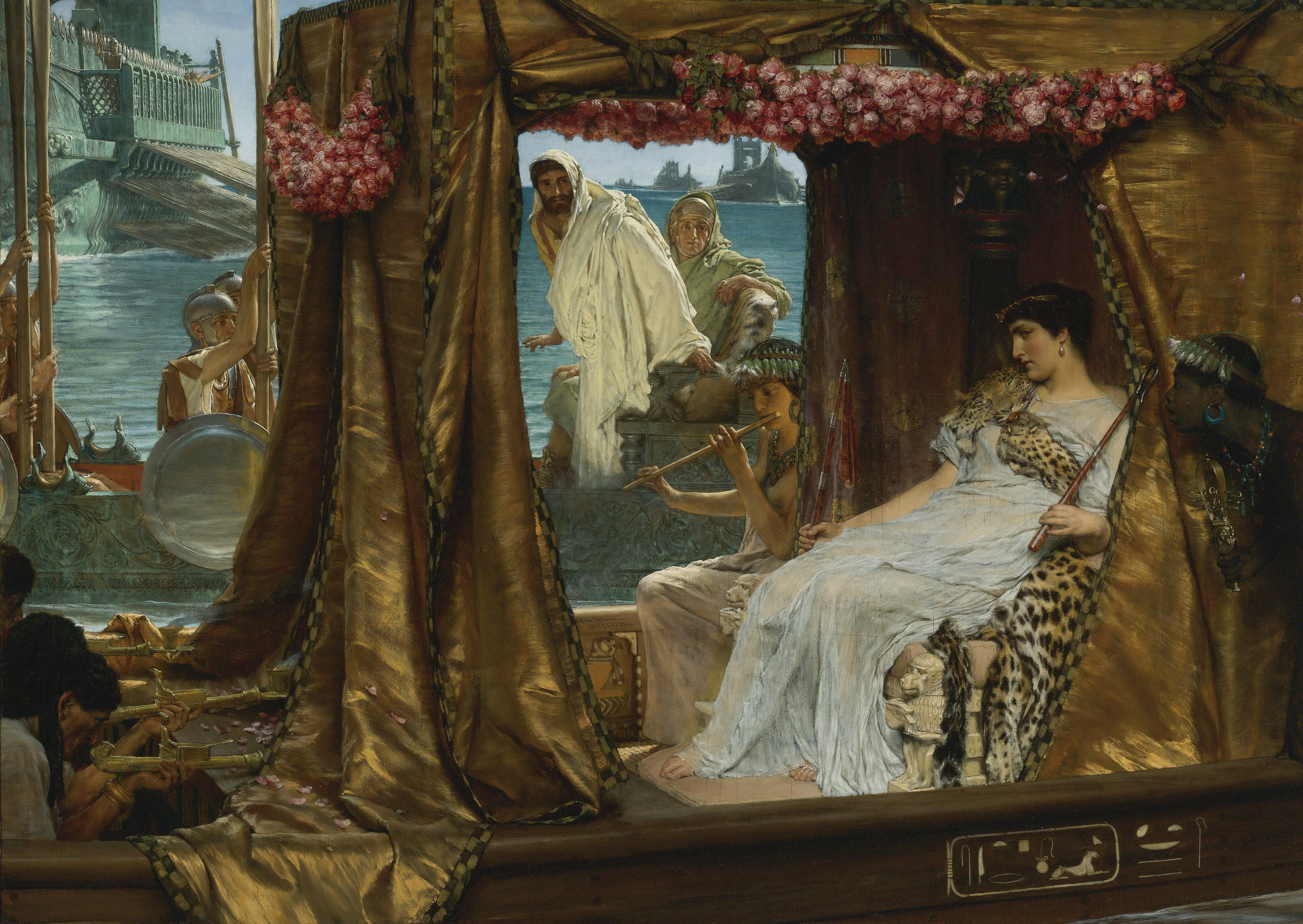
Marcus Antonius' ontmoeting met Cleopatra, afgebeeld door Lawrence Alma-Tadema (1883).

Als heerser over het oosten van het Rijk profileerde Marcus Antonius zich als een filhelleen en ondersteunde in veel steden de lokale Griekse cultuurgewoonten in ruil voor belastingen. Als onderdeel van loyaliteitsbezoeken die hij organiseerde met de heersers van de Romeinse vazalstaten in het oosten, regelde hij in 41 v.Chr. een ontmoeting met de Egyptische koningin Cleopatra VII in Tarsus. Cleopatra arriveerde met groot gevolg en charmeerde Antonius dusdanig dat hij ervoor koos om de winter met haar door te brengen in Alexandrië. Tijdens deze winter werd zij zwanger van een tweeling die Cleopatra Selene en Alexander Helios genoemd werden. 
De affaire met Cleopatra had jaloezie veroorzaakt bij Marcus Antonius' echtgenote Fulvia in Rome en zij wenste haar echtgenoot uit het oosten terug te roepen. Fulvia was op dat moment de facto de machtigste vrouw in Rome en was ontevreden met het beleid van Octavianus rond de landverdelingen aan oorlogsveteranen, die gepaard gingen met gewelddadige onteigeningen. De scheiding van Octavianus en Clodia daarbovenop bracht Fulvia ertoe om met hulp van Marcus Antonius' broer en tevens consul Lucius Antonius een leger op de been te brengen tegen Octavianus. Marcus Antonius weigerde echter zijn vrouw en broer te ondersteunen in hun oorlog, die zij vervolgens ook verloren te Perusia. 
Marcus Antonius was hierdoor echter wel genoodzaakt om met zijn legers terug te keren naar Rome om zijn positie veilig te stellen ten opzichte van die van Octavianus. De legers van beide partijen weigerden echter elkaar te bevechten, waarna Octavianus en Antonius in de herfst van 40 v.Chr. de Vrede van Brundisium sloten. Als onderdeel van dit verdrag werd onder meer het eerder door Marcus Antonius gecontroleerde Gallië overgegeven aan Octavianus en trouwde Marcus Antonius met Octavianus' zuster Octavia minor. Met haar kreeg hij twee dochters: Antonia maior en Antonia minor.

### Oorlog tegen de Parthen
Begin 40 v.Chr. had de Parthische koning Orodes II een troepenmacht onder leiding van zijn zoon Pacorus I en de overgelopen Romeinse veldheer Quintus Labienus naar de provincie Syria gestuurd voor een inval. De daar door Marcus Antonius geplaatste legatus Lucius Decidius Saxa werd vermoord en de Parthen wisten grote delen van Fenicië, Klein-Azië en Palestina te veroveren.
Daar Marcus Antonius zich op het moment van de inval bij Cleopatra bevond en vervolgens werd opgehouden door de oorlog te Perusia, was hij niet meteen in staat om zelf op te trekken tegen de Parthische invasie. In plaats daarvan stuurde hij in 39 v.Chr. Publius Ventidius Bassus naar het oosten met de opdracht de Parthen terug te dringen. Bassus slaagde hier ook in en werd door zijn troepen uitgeroepen tot imperator. Parocus I sneuvelde en Labienus werd gevangengenomen en geëxecuteerd.
Na zijn terugkeer naar het oosten in 38 v.Chr. maakte Marcus Antonius zelf plannen voor een invasie van het Parthische Rijk, waar Orodes II als koning inmiddels was vervangen door Phraates IV. Daar Octavianus de belofte niet was nagekomen om Antonius extra troepen te sturen voor de inval, richtte Marcus Antonius zich voor militaire steun tot Cleopatra. Hiermee kon hij zich verzekeren van een troepensterkte van ongeveer 200.000 man. Hoewel de inval in eerste instantie gunstig verliep met de overgave van Armenië, Iberië en Albanië, wisten de Parthen de Romeinse bevoorradingslijnen te verzwakken waardoor Marcus Antonius zich in de herfst van 36 v.Chr. genoodzaakt zag om terug te trekken, na een mislukte belegering van de hoofdstad van Atropatene.
Antonius' veldtocht tegen de Parthen eindigde dus als een mislukking. Hij heroverde wel de provincie Syria met de restanten van zijn leger. Cleopatra ontmoette hem in Fenicië, met voorraden voor zijn soldaten. Ze keerden samen terug naar Egypte in het begin van 35 v.Chr. In hetzelfde jaar vertrok Antonius vanuit Egypte voor een tweede expeditie tegen de Parthen, waarbij Cleopatra hem vergezelde tot in Syrië.

### Ondergang
In 36 v.Chr. had Marcus Antonius tevens een derde kind verwekt bij Cleopatra, dat Ptolemaeus Philadelphus werd genoemd. Mede hierdoor begon bij de Romeinse elite aan de zijde van Octavianus het beeld te ontstaan van een immorele Marcus Antonius die zijn trouwe Romeinse echtgenote Octavia in de steek had gelaten om te kunnen huwen met de promiscue Egyptische vorstin. Tijdens een triomftocht in Alexandrië na een succesvolle invasie in Armenië zwoer Marcus Antonius zijn alliantie met Octavianus publiekelijk af. Nadat Lepidus al eerder buitenspel was gezet, werd het triumviraat per 1 januari 32 v.Chr. officieel ontbonden.
Kort daarna wist Octavianus het aan de Vestaalse maagden in bewaring gegeven testament van Marcus Antonius in handen te krijgen. Hierin verklaarde Marcus Antonius de wens om in Alexandrië begraven te worden en delen van het oosten van het Rijk aan zijn kinderen met Cleopatra te schenken. Bovendien erkende hij Caesarion, de bastaardzoon van Julius Caesar bij Cleopatra, als legitieme erfgenaam van Caesar. Na de openbaring van dit -al dan niet vervalste- testament, ontdeed de senaat Antonius van zijn macht en verklaarde men de oorlog aan Cleopatra. Een nieuwe burgeroorlog brak uit. Tijdens de Zeeslag bij Actium op 2 september 31 v.Chr. leden Marcus Antonius en Cleopatra een beslissende nederlaag tegen de legers van Octavianus en Agrippa, waarna ze met 60 overblijvende schepen terugkeerden naar Alexandrië.

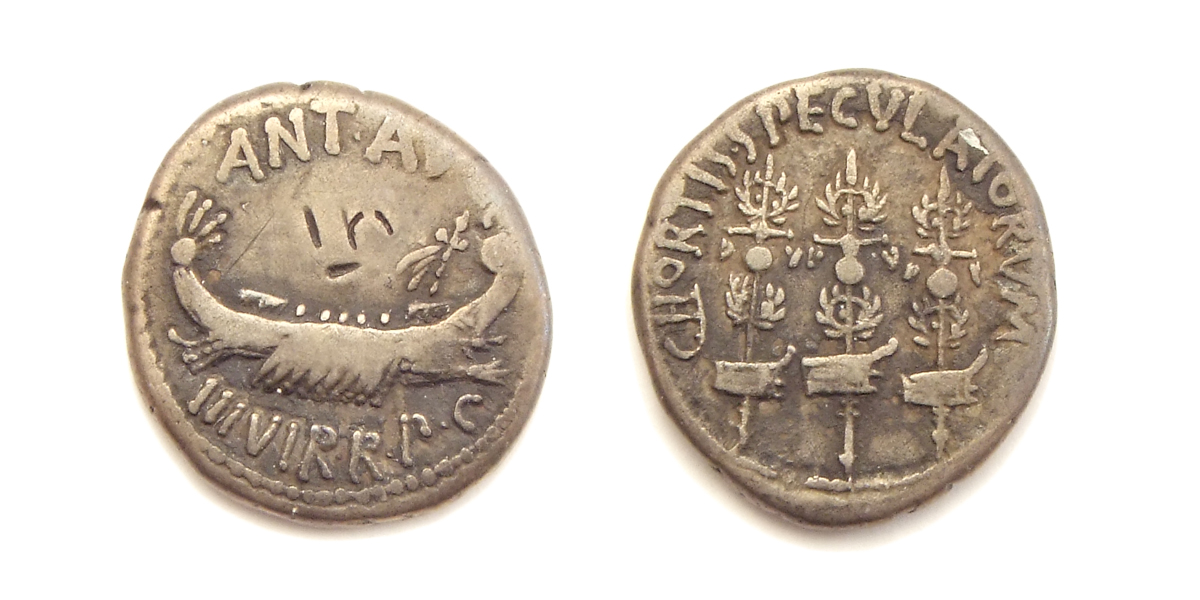
Denarius van Marcus Antonius met Cohors Speculatorum.
Voorzijde: Pretoriaanse galei. Keerzijde: drie legioenstandaarden.

In augustus 30 v.Chr. vielen Octavianus en Agrippa uiteindelijk ook Egypte binnen, waarop Marcus Antonius in Alexandrië zelfmoord pleegde door zich op zijn zwaard te laten vallen, in de veronderstelling dat Cleopatra in haar grafmonument reeds hetzelfde had gedaan. Toen echter bleek dat Cleopatra op dat moment nog in leven was, liet hij zich alsnog naar haar brengen en zou hij uiteindelijk in haar armen overleden zijn. Octavianus liet Cleopatra uiteindelijk toe om de uitvaart voor Marcus Antonius te verzorgen, waarna zij zich enkele dagen later alsnog van het leven beroofde.